# Мещегаровский сельсовет
Мещегаровский сельсовет — муниципальное образование в Салаватском районе Башкортостана.
Административный центр — село Мещегарово.

## История
Постановлением Всероссийского ЦИК «Об изменениях в административно-территориальном делении Башкирской АССР» от 20 февраля 1932 года
«Мещегаровский и Еналышский сельсоветы, Дуванского района» переданы «в состав Верхне-кигинского района».
Согласно Закону о границах, статусе и административных центрах муниципальных образований в Республике Башкортостан имеет статус сельского поселения.

## Население
| 2002  | 2009  | 2010  | 2012  | 2013  | 2014  | 2015  |
| ----- | ----- | ----- | ----- | ----- | ----- | ----- |
| 1675  | ↗1758 | ↘1553 | ↘1510 | ↘1461 | ↘1423 | ↘1390 |
| 2016  | 2017  | 2018  |       |       |       |       |
| ↘1374 | ↘1357 | ↘1315 |       |       |       |       |

## Состав сельского поселения
| № | Населённый пункт | Тип населённого пункта       | Население |
| - | ---------------- | ---------------------------- | --------- |
| 1 | Мещегарово       | село, административный центр | ↘534      |
| 2 | Шарипово         | село                         | ↘420      |
| 3 | Еланыш           | село                         | ↘343      |
| 4 | Саргамыш         | деревня                      | ↘256      |